# Notothenia coriiceps
Notothenia coriiceps és una espècie de peix pertanyent a la família dels nototènids.

## Descripció
- Pot arribar a fer 62 cm de llargària màxima (normalment, en fa 50).
- 4-6 espines i 35-38 radis tous a l'aleta dorsal i 26-30 radis tous a l'anal.
- Absència d'escates per sota de l'ull.[2][3][4][5]

## Alimentació
Menja plantes, detritus i organismes animals.

## Depredadors
A les illes Shetland del Sud és depredat pel corb marí imperial (Phalacrocorax atriceps).

## Hàbitat
És un peix d'aigua marina, demersal i de clima polar (46°S-78°S, 180°W-180°E) que viu entre 0-550 m de fondària.

## Distribució geogràfica
Es troba a l'oceà Antàrtic: l'Antàrtida (incloent-hi la península Antàrtica i la Terra Adèlia); les illes Kerguelen, Shetland del Sud, Òrcades del Sud, Balleny, Bouvet, Crozet, Heard i McDonald i Scott, i els mars de Ross i de Weddell.

## Observacions
És inofensiu per als humans.